# Busta Rhymes
Busta Rhymes, właśc. Trevor George Smith Jr. (ur. 20 maja 1972 w Brooklynie w Nowym Jorku) – amerykański raper, autor tekstów, producent muzyczny i aktor.

## Życiorys

### Wczesne lata
Wychował się w Uniondale w Nowym Jorku jako syn emigrantów z Jamajki, Geraldine Green i Trevora Smitha Seniora. Jego ojciec był hydraulikiem, a matka była bezrobotna. Jamajskie pochodzenie rodziców miało na Busta duży wpływ, czego obrazem jest jego styl rapowania oraz elementy reggae widoczne w jego twórczości. Jako dwunastolatek Busta wraz z rodzicami przeprowadził się do Long Island, gdzie na poważnie zainteresował się rapem i hip-hopem. Właśnie w tamtejszej szkole, Uniondale High School, poznał kilku MC's, którzy podobnie jak Busta chcieli robić karierę w branży muzycznej.

### Kariera i jej początki
W połowie lat 80. Busta Rhymes wystartował w konkursie muzycznym sponsorowanym przez legendy hip-hopu Chucka D oraz Public Enemy i bardzo dobrze wypadł. Po tym on i koledzy ze szkoły MC: Charlie Brown, Dinco D oraz Cut Monitor Milo postanowili założyć grupę Leaders of the New School. Ponieważ Busta zaimponował raperom z Public Enemy, ci pozwolili Leaders of the New School nagrywać w ich studiu. Tam Busta spędził wiele godzin, w wyniku czego opuścił szkołę i zakończył edukację w wieku 17 lat, do końca poświęcając się muzyce.
Pierwsza płyta zespołu zatytułowana Future Without a Past ukazała się w 1991 roku, a następna T.I.M.E. – w 1993 roku. Mimo iż Leaders of the New School nie uzyskali nigdy wielkiego sukcesu, Busta Rhymes jako lider formacji został zauważony przez osoby z branży muzycznej. Nagrał utwory między innymi z Boyz II Men, Mary J. Blige i TLC.
W 1994, po narodzinach syna T'Ziah, Busta Rhymes odłączył się od swojej formacji i postanowił postawić na karierę solową.

### Kariera solowa
W 1996 wydał swój pierwszy solowy album pod tytułem The Coming. Okazała się ona wielkim sukcesem, osiągając status platynowej płyty. Singiel zatytułowany „Woo-Hah! Got You All In Check” dostał się na amerykańskie i brytyjskie notowania Top 10. Następna płyta zatytułowana When Disaster Strikes… nie zdobyła aż takiej popularności w USA, jak jego poprzednia kompozycja, ale umocniła pozycję Busta na światowym rynku hiphopowym. Pomimo tego na albumie znalazły się dwa hity zatytułowane „Dangerous” i „Put Your Hands Where My Eyes Can See”.
Następnie Busta Rhymes przyłączył się do Flipmode Squad wraz z raperami Rampage, Lord Have Mercy, Spliff Star, Rah Digga i Baby Sham nagrali album E.L.E. (Extinction Level Event): The Final World Front. W styczniu 1999 singiel z tej płyty zatytułowany „Gimme Some More” osiągnął 5. miejsce na brytyjskiej liście singli. W kwietniu tego samego roku, wraz z Janet Jackson nagrał utwór pod tytułem „What’s It Gonna Be?!”.
W tym czasie Busta Rhymes zainteresował się filmem i spróbował swoich sił jako aktor. Wystąpił w kilku produkcjach, w tym w dramacie kryminalnym Johna Singletona Studenci (1995) i dramacie Gusa Van Santa Szukając siebie (2000). W 2000 wydał kolejną płytę, zatytułowaną Anarchy. Po jej wydaniu postanowił zakończyć współpracę z wytwórnią Elektra Records, jego dotychczasową wytwórnią fonograficzną. W 2001 podpisał kontrakt z inną wytwórnią – J Records. W tym samym roku wydał album pt. Genesis, która okazała się ogromnym sukcesem. Rhymes po kilku cichych miesiącach znów wrócił na listy przebojów z takimi hitami jak „Break Ya Neck” i „Pass the Courvoisier”, współtworzone przez Dr. Dre i The Neptunes. W 2002 wydał płytę zatytułowaną It Ain’t Safe No More. W piosence pod tytułem „Make it Clap” wystąpił z Erickiem B, Rakimem oraz z Sean Paulem.
Pod koniec 2004 zakończył współpracę z J Records i podpisał kontrakt z wytwórnią fonograficzną założoną przez Dr. Dre – Aftermath Entertainment. Busta razem z nową wytwórnią w czerwcu 2006 wydali płytę The Big Bang. Wystąpił m.in. z takimi artystami jak Sean Paul, Rah Digga, Mary J. Blige, Missy Elliott, DMX, Brooke, Papoose, P. Diddy czy Lloyd Banks.
Pod koniec października 2007 wziął udział w telewizyjnej gali stacji VH1 – Hip Hop Honors 2007 oraz w dyskusji stacji MTV – Black History Month. W 2008 wydał razem z zespołem Linkin Park singiel „We Made It”.
W 2022 w Los Angeles wystąpił podczas inauguracji X3 Expo gali wręczenia nagród XBIZ Award.

## Dyskografia
Opracowano na podstawie źródła.
| - The Coming (1996) - When Disaster Strikes (1997) - E.L.E. (Extinction Level Event): The Final World Front (1998) - Anarchy (2000) - Genesis (2001) - It Ain’t Safe No More (2002) - The Big Bang (2006) - Back on My B.S. (2009) - Year of The Dragon (2012) - Extinction Level Event 2: The Wrath of God (2020) - Blockbusta (2023) |  | - A Future Without a Past (1991) - T.I.M.E. (The Inner Mind's Eye) (1993) - The Imperial (1998) - Flipmode Remixes (1997) - Total Devastation (2001) - Turn It Up! (2002) - The Artist Collection (2004) |

## Filmografia

### Filmy
| Rok  | Tytuł                                            | Rola                       | Reżyser                       |
| ---- | ------------------------------------------------ | -------------------------- | ----------------------------- |
| 1993 | Kto jest mężczyzną? (Who’s the Man?)             | Jawaan                     | Ted Demme                     |
| 1993 | Handlarze (Strapped)                             | Buster                     | Forest Whitaker               |
| 1995 | Studenci (Higher Learning)                       | Dreads                     | John Singleton                |
| 1998 | Pełzaki: Gdzie jest bobas? (The Rugrats Movie)   | Reptar Wagon (głos)        | Norton Virgien, Igor Kovaljov |
| 2000 | Shaft                                            | Rasaan                     | John Singleton                |
| 2000 | Backstage. Za kulisami (Backstage, dokumentalny) | w roli samego siebie       | Chris Fiore                   |
| 2000 | Szukając siebie (Finding Forrester)              | Terrell Wallace            | Gus Van Sant                  |
| 2002 | Na tropie zła (Narc)                             | Darnell 'Big D Love' Beery | Joe Carnahan                  |
| 2002 | Halloween: Resurrection                          | Freddie Harris             | Rick Rosenthal                |
| 2004 | Full Clip                                        | Pope                       | mink                          |
| 2009 | Breaking Point                                   | Al Bowen                   | Jeff Celentano                |
| 2011 | The Unforgiven                                   | Lick Wilson                | Elias Goday                   |
| 2016 | King of the Dancehall                            | Allestar 'All Star Toasta' | Nick Cannon                   |

### Produkcje telewizyjne
| Rok       | Tytuł                                           | Rola                 | Uwagi                                      |
| --------- | ----------------------------------------------- | -------------------- | ------------------------------------------ |
| 1996      | Oblicza Nowego Jorku (New York Undercover)      | w roli samego siebie | odc.: „Kill the Noise”                     |
| 1997      | Cosby                                           | Phillip              | odc.: „Dating Games”"                      |
| 1997      | The Steve Harvey Show                           | Zack                 | odc.: „Everybody Loves Regina”"            |
| 1998      | The Wayans Bros.                                | w roli samego siebie | odc.: „Busta Saves the Day”                |
| 1999      | Pełzaki (Rugrats)                               | Reptar Wagon (głos)  | odc.: „Wrestling Grandpa/Chuckie Collects” |
| 2001      | Space Ghost Coast to Coast                      | w roli samego siebie | odc.: „Flipmode”                           |
| 2007–2008 | The Boondocks                                   | Flonominal (głos)    | 3 odcinki                                  |
| 2015      | Specjalista od niczego (Master of None)         | w roli samego siebie | odc.: „Indians on TV”                      |
| 2016      | Przepis na amerykański sen (Fresh Off the Boat) | w roli samego siebie | odc.: „Hi, Name Is ...My”                  |
| 2018      | Greenowie w wielkim mieście (Big City Greens)   | Fish (głos)          | odc.: „Fill Bill”                          |
| 2020      | The Masked Singer                               | Dragon               |                                            |
| 2020      | The Tonight Show Starring Jimmy Fallon          | w roli samego siebie | Sezon 8, odc. 1339                         |